# USL: Universe, Space and Life
USL: Universe, Space and Life is een videospel voor de Commodore 64. Het spel werd in 1988 uitgebracht door Systems Editoriale. Het spel is een shoot 'em up en kan met maximaal een persoon gespeeld worden. Het spel werd geprogrammeerd door Luciano Merighi.